# Bischof- (Toponym)
Auf Bischof- lautende Ortsnamen finden sich verbreitet.

## Namenkunde
Es gibt zwei Ableitungen der Namen:

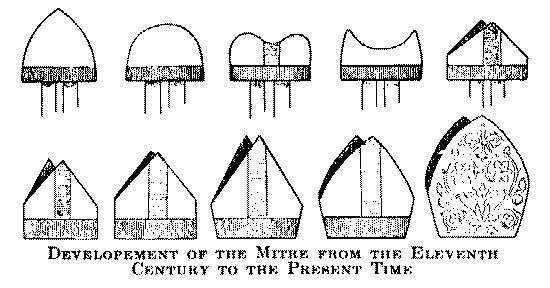
Entwicklung des Bischofshuts vom 11. Jahrhundert bis heute

- zum einen eine besitzanzeigende Herkunft, also konkrete Eigenbesitztümer eines Bischofs  bei Siedlungs- und Flurnamen, Stiftungen, oder Grenzmarken der Bistümer
- und zum anderen nach der Form der Mitra, des Bischofshutes als Rangkrone, für Berge mit Doppelgipfel (in der Form auch für alle möglichen anderen Objekte, vergl. Bischofsmütze)

Formen:
- Bischof, Bischoffen, Bischof[f]er (Höfe)[1]
- Bischofberg, Bischofsberg, Bischberg; Bischofsburg; Bischofegg;  Bischoffshausen; Bischofshof, Bischofshofen; Bischofsheim, Bischoffsheim; Bischofsmais; Bischofsmühle; Bischofsreut, Bischofrod, Bischofroda, Bischofrode, Bischofferode, Bischoperode; Bischofsried; Bischofstal; Bischofstein; Bischofswarth; Bischofswerda; Bischweiler, Bischweier, Bischwiller, Bischwihr;  Bischofswiesen; Bischofszell
- Pischelsdorf

## Beispiele

### Nach dem Besitz
- Pischelsdorf am Engelbach, Oberösterreich, 803 dem Passauer Bistum vermacht
- Bischberg, Oberfranken – 1013 als Biscoffesberge urkundlich
- Bischwiller, dt. Bischweiler, Region Elsass, Département Bas-Rhin – Gründung der Bischöfe von Straßburg des 11. Jh.
- Bischofroda im Wartburgkreis, Thüringen – Rodungsstiftung des Mainzer Bischofs Ruthard, urkundlich 1104
- Bischwihr, dt. Bischweier, Region Elsass, Département Haut-Rhin – im 12. Jh. Bischoveswilre zu Weiler
- Bischofsmais, Landkreis Regen  – Rodung von Kloster Niederaltaich (ersterwähnt 1136, seinerzeit reichsunmittelbar)
- Bischofswiesen, Berchtesgadener Land – Besitz der Salzburger Bischöfe bis 1155, danach fürstpröpstlich berchtesgadnerisch
- Bischofshofen, Pongau, Land Salzburg – im 13. Jahrhundert Besitz der Bischöfe vom Chiemsee (1151 Hofen, 1215 Pongo)
- Bischofberg, in Radebeul-Zitzschewig, Sachsen, heute Gut Hohenhaus – im 15. Jahrhundert Sommerresidenz der Meißner Bischöfe

Erweiterte Formen und andere Sprachen:
- Bischofteinitz (Horšovský Týn), Tschechien – Gründung des Bischofs von Prag

### Als Grenzmarke
- Bischofberg, Niederösterreich – Grenze der Diözesen Linz und St. Pölten

Analog:
- Pic des Trois Évêchés, 3116 m, Grandes Rousses, Hautes-Alpes – Dreiländereck[2]

### Nach der Form

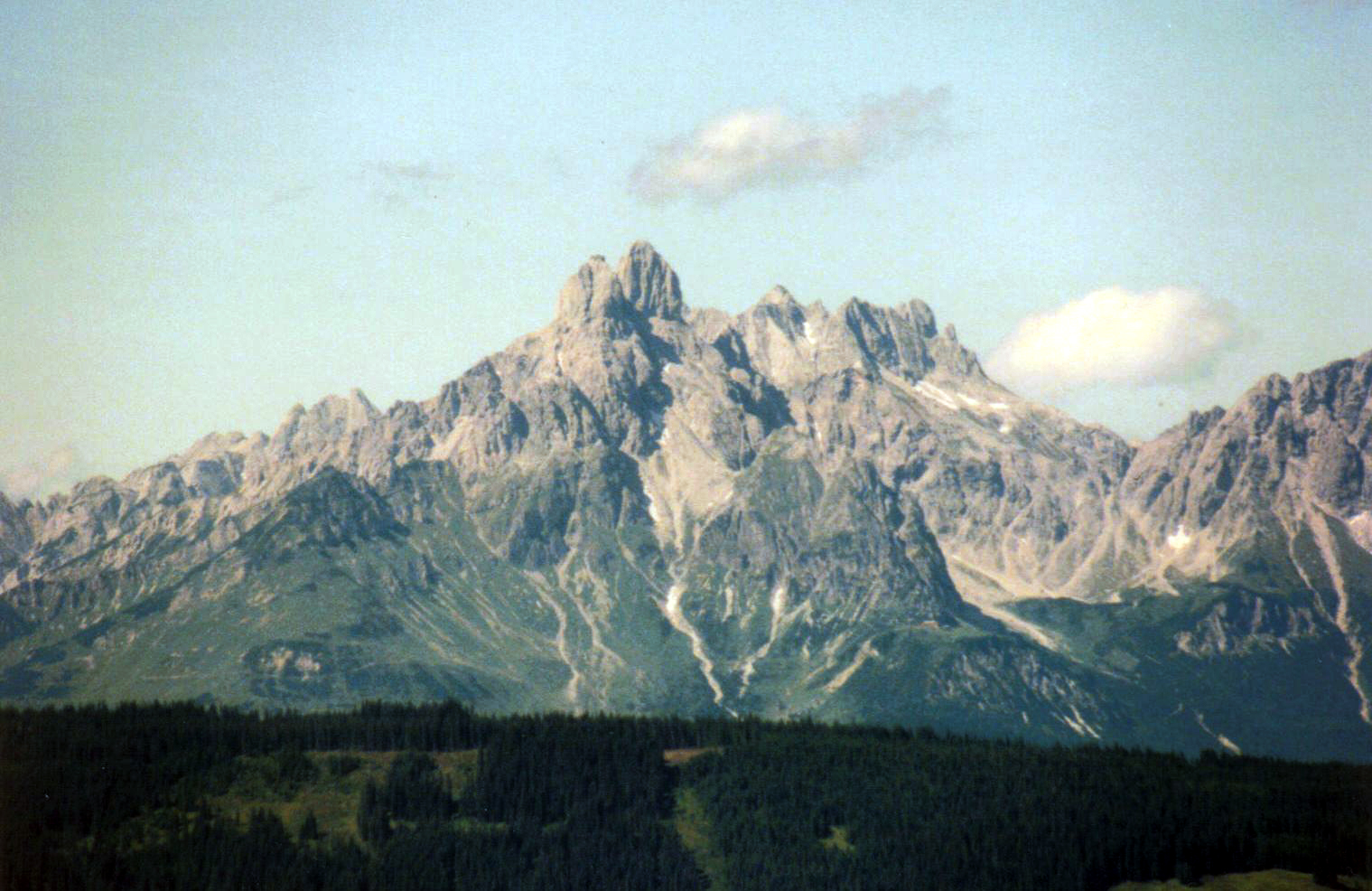
Bischofsmütze (vor dem Bergsturz)

- Bischofsmütze, am Dachstein, Große 2458 m, Kleine 2430 m – charakteristisch von Süden; Form seit einem großen Bergsturz 1993 wenig bildhaft
- Bischof, 2127 m, in den Kitzbüheler Alpen, Tirol – charakteristisch von Norden
- Bischofberg, 801 und 796 m, bei Völkermarkt in den Lavanttaler Alpen, Kärnten
- Bischofsberg, 801 m, südöstlich Königswiesen im Mühlviertel, Oberösterreich

Formen in anderen Sprachen:
- Monte Mitra, 868 m, bei Bitica, Äquatorialguinea[3]